# Caribbean Cup 1999
De Caribbean Cup 1999 was de 11e editie van het internationale voetbaltoernooi voor de leden van de Caraïbische Voetbalunie (CFU). Het toernooi werd van 3 juni tot en met 13 juni 1999 gehouden in Trinidad en Tobago. Het gastland won voor de 7e keer dit toernooi door in de finale van Cuba te winnen met 2–1. Voordat het toernooi van start ging konden landen zich kwalificeren door een kwalificatietoernooi. Dat kwalificatietoernooi werd eerder in het jaar gehouden.

## Deelnemers
| Ronde                                   | Landen | Aantal |
| --------------------------------------- | --- | ------ |
| Starten in de Kwalificatie – Voorronde  | Groep A - Bahama's - Amerikaanse Maagdeneilanden - Turks- en Caicoseilanden Groep B - Guyana - Barbados Groep C - Frans-Guyana - Martinique Groep D - Britse Maagdeneilanden - Anguilla - Montserrat Groep E - Sint Maarten - Aruba                                                                     | 12     |
| Starten in de Kwalificatie – Groepsfase | Groep 1 - Cuba - Bermuda - Kaaimaneilanden Groep 2 - Guadeloupe - Antigua en Barbuda - Dominica Groep 3 - Saint Lucia - Saint Vincent en de Grenadines - Saint Kitts en Nevis Groep 4 - Haïti - Puerto Rico - Dominicaanse Republiek Groep 5 - Sint-Maarten - Grenada - Suriname - Nederlandse Antillen | 16     |
| Start in Groepsfase                     | - Trinidad en Tobago (Gastland) - Jamaica (Titelhouder) - Brazilië (–20) (Uitnodiging) | 3      |

## Kwalificatie – Voorronde

### Groep A
| Team                        | Gsp | W | G | V | DV | DT | DS | Ptn |
| --------------------------- | --- | - | - | - | -- | -- | -- | --- |
| Bahama's                    | 2   | 1 | 1 | 0 | 3  | 0  | +3 | 4   |
| Amerikaanse Maagdeneilanden | 2   | 0 | 2 | 0 | 2  | 2  | 0  | 2   |
| Turks- en Caicoseilanden    | 2   | 0 | 1 | 1 | 2  | 5  | –3 | 1   |

|                  |          |       |                          |          |
| 24 februari 1999 | Bahama's | 3 – 0 | Turks- en Caicoseilanden | Bahama's |
| 24 februari 1999 |          |       |                          | Bahama's |

|                  |                             |       |                          |          |
| 26 februari 1999 | Amerikaanse Maagdeneilanden | 2 – 2 | Turks- en Caicoseilanden | Bahama's |
| 26 februari 1999 |                             |       |                          | Bahama's |

|                  |          |       |                             |          |
| 28 februari 1999 | Bahama's | 0 – 0 | Amerikaanse Maagdeneilanden | Bahama's |
| 28 februari 1999 |          |       |                             | Bahama's |

### Groep B
|                  |        |       |          |        |
| 28 februari 1999 | Guyana | 2 – 2 | Barbados | Guyana |
| 28 februari 1999 |        |       |          | Guyana |

|              |          |       |        |          |
| 6 maart 1999 | Barbados | 2 – 0 | Guyana | Barbados |
| 6 maart 1999 |          |       |        | Barbados |

### Groep C
|                 |            |       |              |            |
| 3 februari 1999 | Martinique | 3 – 1 | Frans-Guyana | Martinique |
| 3 februari 1999 |            |       |              | Martinique |

|                  |              |               |            |              |
| 14 februari 1999 | Frans-Guyana | Niet gespeeld | Martinique | Frans Guyana |
| 14 februari 1999 |              |               |            | Frans Guyana |

 Frans-Guyana trok zich terug.

### Groep D
Anguilla trok zich terug.
|                 |                        |       |            |                        |
| 5 februari 1999 | Britse Maagdeneilanden | 3 – 1 | Montserrat | Britse Maagdeneilanden |
| 5 februari 1999 |                        |       |            | Britse Maagdeneilanden |

|                 |                        |       |            |                        |
| 7 februari 1999 | Britse Maagdeneilanden | 3 – 0 | Montserrat | Britse Maagdeneilanden |
| 7 februari 1999 |                        |       |            | Britse Maagdeneilanden |

### Groep E
Aruba en  Sint Maarten trokken zich beiden terug waardoor er in deze poule geen landen meer overbleven.

## Kwalificatie – Groepsfase

### Groep 1
| Team            | Gsp | W | G | V | DV | DT | DS  | Ptn |
| --------------- | --- | - | - | - | -- | -- | --- | --- |
| Cuba            | 3   | 3 | 0 | 0 | 13 | 2  | +11 | 9   |
| Bermuda         | 3   | 2 | 0 | 1 | 11 | 3  | +8  | 6   |
| Kaaimaneilanden | 3   | 1 | 0 | 2 | 6  | 9  | –3  | 3   |
| Bahama's        | 3   | 0 | 0 | 3 | 1  | 17 | –16 | 0   |

|            |                 |       |      |         |
| 5 mei 1999 | Kaaimaneilanden | 1 – 4 | Cuba | Bermuda |
| 5 mei 1999 | Garth Anderson  |       | ?    | Bermuda |

|            |                                               |       |          |         |
| 5 mei 1999 | Bermuda                                       | 6 – 0 | Bahama's | Bermuda |
| 5 mei 1999 | Kyle Lightbourne Meshach Wade Dennis Robinson |       |          | Bermuda |

|            |                             |       |                 |         |
| 7 mei 1999 | Bermuda                     | 4 – 1 | Kaaimaneilanden | Bermuda |
| 7 mei 1999 | Keishon Smith Devarr Boyles |       | Eric Brown      | Bermuda |

|            |      |       |          |         |
| 7 mei 1999 | Cuba | 7 – 0 | Bahama's | Bermuda |
| 7 mei 1999 |      |       |          | Bermuda |

|            |               |       |      |         |
| 9 mei 1999 | Bermuda       | 1 – 2 | Cuba | Bermuda |
| 9 mei 1999 | Keishon Smith |       | ?    | Bermuda |

|            |                                        |       |          |         |
| 9 mei 1999 | Kaaimaneilanden                        | 4 – 1 | Bahama's | Bermuda |
| 9 mei 1999 | Gary Whittaker Eric Brown Owen Dinnall |       | ?        | Bermuda |

### Groep 2
| Team               | Gsp | W | G | V | DV | DT | DS | Ptn |
| ------------------ | --- | - | - | - | -- | -- | -- | --- |
| Guadeloupe         | 3   | 3 | 0 | 0 | 4  | 1  | +3 | 9   |
| Barbados           | 3   | 2 | 0 | 1 | 5  | 2  | +3 | 6   |
| Antigua en Barbuda | 3   | 0 | 1 | 2 | 2  | 5  | –3 | 1   |
| Dominica           | 3   | 0 | 1 | 2 | 2  | 5  | –3 | 1   |

|               |          |       |                    |            |
| 10 maart 1999 | Barbados | 2 – 0 | Antigua en Barbuda | Guadeloupe |
| 10 maart 1999 |          |       |                    | Guadeloupe |

|               |            |       |          |            |
| 10 maart 1999 | Guadeloupe | 1 – 0 | Dominica | Guadeloupe |
| 10 maart 1999 |            |       |          | Guadeloupe |

|               |          |       |          |            |
| 12 maart 1999 | Barbados | 3 – 1 | Dominica | Guadeloupe |
| 12 maart 1999 |          |       |          | Guadeloupe |

|               |            |       |                    |            |
| 12 maart 1999 | Guadeloupe | 2 – 1 | Antigua en Barbuda | Guadeloupe |
| 12 maart 1999 |            |       |                    | Guadeloupe |

|               |                    |       |          |            |
| 14 maart 1999 | Antigua en Barbuda | 1 – 1 | Dominica | Guadeloupe |
| 14 maart 1999 |                    |       |          | Guadeloupe |

|               |            |       |          |            |
| 14 maart 1999 | Guadeloupe | 1 – 0 | Barbados | Guadeloupe |
| 14 maart 1999 |            |       |          | Guadeloupe |

### Groep 3
| Team                           | Gsp | W | G | V | DV | DT | DS | Ptn |
| ------------------------------ | --- | - | - | - | -- | -- | -- | --- |
| Saint Kitts en Nevis           | 3   | 2 | 0 | 1 | 9  | 8  | +1 | 6   |
| Saint Lucia                    | 3   | 1 | 1 | 1 | 8  | 7  | +1 | 4   |
| Saint Vincent en de Grenadines | 3   | 1 | 1 | 1 | 7  | 7  | 0  | 4   |
| Martinique                     | 3   | 1 | 0 | 2 | 4  | 6  | –2 | 3   |

|               |             |       |            |            |
| 17 april 1999 | Saint Lucia | 3 – 1 | Martinique | Martinique |
| 17 april 1999 |             |       |            | Martinique |

|               |                                |       |                      |            |
| 17 april 1999 | Saint Vincent en de Grenadines | 3 – 4 | Saint Kitts en Nevis | Martinique |
| 17 april 1999 |                                |       |                      | Martinique |

|               |                      |       |            |            |
| 18 april 1999 | Saint Kitts en Nevis | 1 – 2 | Martinique | Martinique |
| 18 april 1999 |                      |       |            | Martinique |

|               |                                |       |             |            |
| 18 april 1999 | Saint Vincent en de Grenadines | 2 – 2 | Saint Lucia | Martinique |
| 18 april 1999 |                                |       |             | Martinique |

|               |                      |       |             |            |
| 20 april 1999 | Saint Kitts en Nevis | 4 – 3 | Saint Lucia | Martinique |
| 20 april 1999 |                      |       |             | Martinique |

|               |                                |       |            |            |
| 21 april 1999 | Saint Vincent en de Grenadines | 2 – 1 | Martinique | Martinique |
| 21 april 1999 |                                |       |            | Martinique |

### Groep 4
| Team                   | Gsp | W | G | V | DV | DT | DS  | Ptn |
| ---------------------- | --- | - | - | - | -- | -- | --- | --- |
| Haïti                  | 3   | 3 | 0 | 0 | 12 | 0  | +12 | 9   |
| Britse Maagdeneilanden | 3   | 1 | 1 | 1 | 5  | 6  | –1  | 4   |
| Dominicaanse Republiek | 3   | 1 | 1 | 1 | 2  | 4  | –2  | 4   |
| Puerto Rico            | 3   | 0 | 0 | 3 | 0  | 9  | –9  | 0   |

|               |                        |       |                        |       |
| 17 maart 1999 | Dominicaanse Republiek | 0 – 0 | Britse Maagdeneilanden | Haïti |
| 17 maart 1999 |                        |       |                        | Haïti |

|               |       |       |             |       |
| 17 maart 1999 | Haïti | 2 – 0 | Puerto Rico | Haïti |
| 17 maart 1999 |       |       |             | Haïti |

|               |       |       |                        |       |
| 19 maart 1999 | Haïti | 4 – 0 | Dominicaanse Republiek | Haïti |
| 19 maart 1999 |       |       |                        | Haïti |

|               |             |       |                        |       |
| 19 maart 1999 | Puerto Rico | 0 – 5 | Britse Maagdeneilanden | Haïti |
| 19 maart 1999 |             |       |                        | Haïti |

|               |                        |       |             |       |
| 21 maart 1999 | Dominicaanse Republiek | 2 – 0 | Puerto Rico | Haïti |
| 21 maart 1999 |                        |       |             | Haïti |

|               |       |       |                        |       |
| 21 maart 1999 | Haïti | 6 – 0 | Britse Maagdeneilanden | Haïti |
| 21 maart 1999 |       |       |                        | Haïti |

### Groep 5
| Team                 | Gsp | W | G | V | DV | DT | DS | Ptn |
| -------------------- | --- | - | - | - | -- | -- | -- | --- |
| Grenada              | 2   | 1 | 1 | 0 | 3  | 1  | +2 | 4   |
| Suriname             | 2   | 0 | 2 | 0 | 1  | 1  | 0  | 2   |
| Nederlandse Antillen | 2   | 0 | 1 | 1 | 2  | 4  | –2 | 1   |

 Sint-Maarten trok zich terug.
|            |                      |       |         |                      |
| 4 mei 1999 | Nederlandse Antillen | 1 – 3 | Grenada | Nederlandse Antillen |
| 4 mei 1999 |                      |       |         | Nederlandse Antillen |

|            |         |       |          |                      |
| 6 mei 1999 | Grenada | 0 – 0 | Suriname | Nederlandse Antillen |
| 6 mei 1999 |         |       |          | Nederlandse Antillen |

|            |                      |       |          |                      |
| 8 mei 1999 | Nederlandse Antillen | 1 – 1 | Suriname | Nederlandse Antillen |
| 8 mei 1999 |                      |       |          | Nederlandse Antillen |

## Gekwalificeerde landen
| Ploeg                | Kwalificatie  | Aantal deelnames | Beste prestatie |
| -------------------- | ------------- | ---------------- | --------------- |
| Trinidad en Tobago   | Gastland      | 11               | Winnaar         |
| Jamaica              | Kampioen      | 8                | Winnaar         |
| Brazilië–20          | Uitgenodigd   | 1                | Debuut          |
| Cuba                 | nr. 1 Groep 1 | 4                | Tweede          |
| Guadeloupe           | nr. 1 Groep 2 | 4                | Derde           |
| Saint Kitts en Nevis | nr. 1 Groep 3 | 3                | Tweede          |
| Haïti                | nr. 1 Groep 4 | 4                | Derde           |
| Grenada              | nr. 1 Groep 5 | 4                | Tweede          |

## Stadions
| Port of Spain                              | · Port of Spain Speellocatie |
| Dr Joao Havelenge Centre of Excellence     | · Port of Spain Speellocatie |
| Hasely Crawford Stadium Capaciteit: 20.000 | · Port of Spain Speellocatie |
|                                            | · Port of Spain Speellocatie |

## Groepsfase

### Groep A
| Team               | Gsp | W | G | V | DV | DT | DS | Ptn |
| ------------------ | --- | - | - | - | -- | -- | -- | --- |
| Trinidad en Tobago | 3   | 3 | 0 | 0 | 11 | 2  | +9 | 9   |
| Jamaica            | 3   | 2 | 0 | 1 | 7  | 3  | +4 | 6   |
| Grenada            | 3   | 1 | 0 | 2 | 3  | 10 | –7 | 3   |
| Guadeloupe         | 3   | 0 | 0 | 3 | 4  | 10 | –6 | 0   |

|             |                 |       |            |                                                            |
| 3 juni 1999 | Grenada         | 2 – 1 | Guadeloupe | Hasely Crawford Stadium Port of Spain (Trinidad en Tobago) |
| 3 juni 1999 | Jason Roberts ? |       | ?          | Hasely Crawford Stadium Port of Spain (Trinidad en Tobago) |

|             |                    |       |         |                                                            |
| 3 juni 1999 | Trinidad en Tobago | 1 – 0 | Jamaica | Hasely Crawford Stadium Port of Spain (Trinidad en Tobago) |
| 3 juni 1999 | Stern John         |       |         | Hasely Crawford Stadium Port of Spain (Trinidad en Tobago) |

|             |                                                               |       |                       |                                                            |
| 5 juni 1999 | Jamaica                                                       | 5 – 1 | Guadeloupe            | Hasely Crawford Stadium Port of Spain (Trinidad en Tobago) |
| 5 juni 1999 | Fabian Davis 43' Winston Griffiths 57' Rae Graham 62' 74' 83' |       | Plumasseau Didier 69' | Hasely Crawford Stadium Port of Spain (Trinidad en Tobago) |

|             |                                                                                |       |         |                                                            |
| 5 juni 1999 | Trinidad en Tobago                                                             | 7 – 0 | Grenada | Hasely Crawford Stadium Port of Spain (Trinidad en Tobago) |
| 5 juni 1999 | Peter Prosper 5' 9' 41' Angus Eve 28' Arnold Dwarika 35' Mickey Trotman 48' ?' |       |         | Hasely Crawford Stadium Port of Spain (Trinidad en Tobago) |

|             |                                   |       |                   |                                                            |
| 7 juni 1999 | Jamaica                           | 2 – 1 | Grenada           | Hasely Crawford Stadium Port of Spain (Trinidad en Tobago) |
| 7 juni 1999 | Rae Graham 62' Ricardo Fuller 72' |       | Jason Roberts 32' | Hasely Crawford Stadium Port of Spain (Trinidad en Tobago) |

|             |                                     |       |                        |                                                            |
| 7 juni 1999 | Trinidad en Tobago                  | 3 – 2 | Guadeloupe             | Hasely Crawford Stadium Port of Spain (Trinidad en Tobago) |
| 7 juni 1999 | Peter Prospar Stokely Mason 84' 90' |       | Patrice Damas-Agis (2) | Hasely Crawford Stadium Port of Spain (Trinidad en Tobago) |

### Groep B
Brazilië–20 werd uitgenodigd om mee te doen aan het toernooi.
| Team                 | Gsp | W | G | V | DV | DT | DS | Ptn |
| -------------------- | --- | - | - | - | -- | -- | -- | --- |
| Cuba                 | 3   | 3 | 0 | 0 | 6  | 1  | +5 | 9   |
| Haïti                | 3   | 2 | 0 | 1 | 7  | 6  | +1 | 6   |
| Brazilië–20          | 3   | 1 | 0 | 2 | 8  | 5  | +3 | 3   |
| Saint Kitts en Nevis | 3   | 0 | 0 | 3 | 0  | 9  | –9 | 0   |

|             |                                       |       |                     |                                                                           |
| 4 juni 1999 | Cuba                                  | 3 – 1 | Haïti               | Dr Joao Havelenge Centre of Excellence Port of Spain (Trinidad en Tobago) |
| 4 juni 1999 | Luis Marten 28' 50' Ariel Alvarez 40' |       | Patrick Tardieu 12' | Dr Joao Havelenge Centre of Excellence Port of Spain (Trinidad en Tobago) |

|             |             |       |                      |                                                                           |
| 4 juni 1999 | Brazilië–20 | 5 – 0 | Saint Kitts en Nevis | Dr Joao Havelenge Centre of Excellence Port of Spain (Trinidad en Tobago) |
| 4 juni 1999 |             |       |                      | Dr Joao Havelenge Centre of Excellence Port of Spain (Trinidad en Tobago) |

|             |                                      |       |                      |                                                                           |
| 6 juni 1999 | Haïti                                | 2 – 0 | Saint Kitts en Nevis | Dr Joao Havelenge Centre of Excellence Port of Spain (Trinidad en Tobago) |
| 6 juni 1999 | Sébastien Vorbe 16' Wilson Chevalier |       |                      | Dr Joao Havelenge Centre of Excellence Port of Spain (Trinidad en Tobago) |

|             |             |               |      |                                                                           |
| 6 juni 1999 | Brazilië–20 | 0 – 1         | Cuba | Dr Joao Havelenge Centre of Excellence Port of Spain (Trinidad en Tobago) |
| 6 juni 1999 |             | Ariel Alvarez |      | Dr Joao Havelenge Centre of Excellence Port of Spain (Trinidad en Tobago) |

|             |             |       |                                      |                                                                           |
| 8 juni 1999 | Brazilië–20 | 3 – 4 | Haïti                                | Dr Joao Havelenge Centre of Excellence Port of Spain (Trinidad en Tobago) |
| 8 juni 1999 | ?           |       | Patrick Tardieu (+3 unknown scorers) | Dr Joao Havelenge Centre of Excellence Port of Spain (Trinidad en Tobago) |

|             |                       |       |                      |                                                                           |
| 8 juni 1999 | Cuba                  | 2 – 0 | Saint Kitts en Nevis | Dr Joao Havelenge Centre of Excellence Port of Spain (Trinidad en Tobago) |
| 8 juni 1999 | Ariel Alvarez 36' 87' |       |                      | Dr Joao Havelenge Centre of Excellence Port of Spain (Trinidad en Tobago) |

## Knock-outfase
|  | halve finale                 | halve finale                 |   |                              | finale                       | finale |
|  |                              |                              |   |                              |                              |        |
|  | 10 juni – Trinidad en Tobago |                              |   |                              |                              |        |
|  | Cuba                         | 1                            |   |                              |                              |        |
|  | Jamaica                      | 0                            |   |                              |                              |        |
|  |                              |                              |   |                              |                              |        |
|  |                              |                              |   |                              | 13 juni – Trinidad en Tobago |        |
|  |                              |                              |   |                              | Trinidad en Tobago           | 2      |
|  |                              | Cuba                         | 1 |                              |                              |        |
|  |                              |                              |   |                              |                              |        |
|  |                              |                              |   |                              | derde plaats                 |        |
|  | 11 juni – Trinidad en Tobago | 11 juni – Trinidad en Tobago |   | 13 juni – Trinidad en Tobago | 13 juni – Trinidad en Tobago |        |
|  | Trinidad en Tobago           | 6                            |   | Jamaica                      | –                            |        |
|  | Haïti                        | 1                            |   |                              | Haïti                        | –      |

### Halve Finale
|              |                                          |       |         |                                                            |
| 10 juni 1999 | Cuba                                     | 2 – 0 | Jamaica | Hasely Crawford Stadium Port of Spain (Trinidad en Tobago) |
| 10 juni 1999 | Miguel Gandara 55' pen Ariel Alvarez 89' |       |         | Hasely Crawford Stadium Port of Spain (Trinidad en Tobago) |

|              | |       |                      |                                                            |
| 11 juni 1999 | Trinidad en Tobago                                                                                  | 6 – 1 | Haïti                | Hasely Crawford Stadium Port of Spain (Trinidad en Tobago) |
| 11 juni 1999 | Arnold Dwarika 19' Angus Eve Marvin Andrews 56' Mickey Trotman 82' Stokely Mason 86' Stern John 89' |       | Wilson Chevalier 53' | Hasely Crawford Stadium Port of Spain (Trinidad en Tobago) |

### Troostfinale
|                                                              |         |   |       |                                                            |
| 13 juni 1999 Afgelast door de slechte conditie van het veld. | Jamaica | – | Haïti | Hasely Crawford Stadium Port of Spain (Trinidad en Tobago) |
| 13 juni 1999 Afgelast door de slechte conditie van het veld. |         |   |       | Hasely Crawford Stadium Port of Spain (Trinidad en Tobago) |

### Finale
|              |                                     |              |                   |                                                                                            |
| 13 juni 1999 | Trinidad en Tobago                  | 2 – 1 (n.v.) | Cuba              | Hasely Crawford Stadium Port of Spain (Trinidad en Tobago) Scheidsrechter: Michael Kennedy |
| 13 juni 1999 | Anthony Rougier 66' Stern John 119' |              | Serguei Prado 88' | Hasely Crawford Stadium Port of Spain (Trinidad en Tobago) Scheidsrechter: Michael Kennedy |

| Kampioen Caribbean Cup 1999 |
| --------------------------- |
|                             |
| TRINIDAD EN TOBAGO 7e titel |